# Wiesław Jerzy Koziara
Wiesław Jerzy Koziara (ur. 22 kwietnia 1951 w Młynicach, zm. 29 kwietnia 2018) – polski specjalista nauk rolniczych, profesor doktor habilitowany

## Życiorys
Ukończył studia na Wydziale Rolniczym Wyższej Szkoły Rolniczej w Poznaniu, następnie podjął pracę na macierzystej uczelni (od 1972 przekształconej w Akademię Rolniczą od 2008 w Uniwersytet Przyrodniczy w Poznaniu). Tam obronił pracę doktorską Wpływ deszczowania, gęstości sadzenia i nawożenia azotowego na plonowanie czterech odmian ziemniaka, która przygotowywał pod kierunkiem Kazimierza Piechowiaka, a wobec śmierci promotora ukończył pod kierunkiem Jerzego Pudełki. 24 marca 1997 uzyskał stopień doktora habilitowanego na podstawie rozprawy zatytułowanej Wzrost, rozwój oraz plonowanie pszenżyta jarego i ozimego w zależności od czynników meteorologicznych i agrotechnicznych, a 22 czerwca 2004 otrzymał stopień naukowy profesora nauk rolniczych.
Na macierzystej uczelni był od 1998 kierownikiem Zakładu Nasiennictwa Roślin Rolniczych, od 2008 kierownikiem katedry Agronomii. W latach 2002–2008 był prodziekanem  Wydziału Rolniczego AR w Poznaniu, w latach 2008-2016 dziekanem Wydziału Rolnictwa i Bioinżynierii UP w Poznaniu. 
Był członkiem Komitetu Uprawy Roślin i Komitetu Nauk Agronomicznych Polskiej Akademii Nauk. 
Pochowany na cmentarzu w Przeźmierowie.